# Voxan

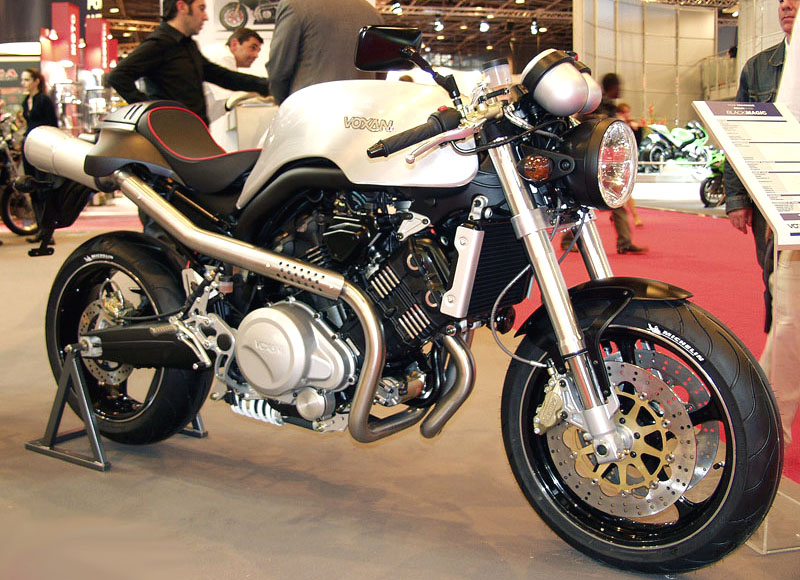
Voxan Black Magic

Voxan ist ein französischer Motorradhersteller, gegründet Ende 1995 in Issoire in Frankreich.
Der Name Voxan ist ein Kunstwort, das sowohl auf die Landschaft in der Gegend des Firmensitzes am Fuße des Puy de Dôme (fr. volcan = Vulkan) als auch auf den charakteristischen V-Motor anspielt. Alle Voxan-Motoren basieren auf demselben Grundtyp mit 72° Zylinderwinkel, Vierventil-Zylinderköpfen und einem Hubraum von 996 Kubikzentimetern. Ein anderes bauartliches Charakteristikum ist die horizontale Lage des Federbeins unter dem Motor.

## Geschichte
An der Projektgründung, ursprünglich angestoßen von Jacques Gardette, waren verschiedene Partner beteiligt, unter anderem Alain Chevallier, der für das Design des Rahmens verantwortlich zeichnet, und der Motorbauer Sodemo in Magny-Cours. Der erste Prototyp wurde 1997 vorgestellt.
Im Handel erschienen im Jahr 1999 die ersten 50 Modelle vom Typ Roadster. Der zweite Typ Café Racer kam im Jahr 2000, die Scrambler ein Jahr danach hinzu.
2001 hatte die Firma Voxan erstmals Insolvenz angemeldet, im Juni 2002 wurde der Motorradhersteller von Didier Cazeaux und dem Yacht-Hersteller Guy Couach übernommen, um nach anfänglichen Schwierigkeiten den Fortbestand der Firma sicherzustellen und eine Wiederaufnahme der unterbrochenen Produktion zu ermöglichen. Ab April 2003 wurden wieder Voxan-Motorräder gebaut und die Palette durch neue Modelle erweitert. So entstanden 2003 zum Beispiel die Street Scrambler und 2004 die Black Magic nach dem Design von Sacha Lakic. Seit September 2007 war Voxan bei Euronext Paris verzeichnet. Im September 2009 musste die Firma ein weiteres Mal Insolvenz anmelden. Im März 2010 wurde dieses Verfahren abgeschlossen. Das Unternehmen fertigte am Produktionsstandort Issoire nahe Clermont-Ferrand zwischen Juli 1999 und Dezember 2009 1838 Motorräder.
2010 wurden die Namensrechte von Gildo Pastor Pallanca, dem Geschäftsinhaber von Venturi Automobiles gekauft.
2013 wurde auf der Paris Motorcycle Show die Motorradstudie Voxan Wattman vorgestellt, die mit einem 200 PS Elektromotor angetrieben wurde. Das Motorrad hat keine Serienreife erreicht und bis zum Jahr 2020 wurde nur ein Modell gefertigt. Mit diesem 367 PS starken Einzelstück soll 2021 ein neuer Geschwindigkeitsrekord für elektrische Motorräder aufgestellt werden, als Fahrer ist dafür Max Biaggi vorgesehen. Die Wattman wiegt etwa 300 kg und wird von einem Permanentmagnetmotor angetrieben, der über einen knapp 16 kWh Lithium-Ionen-Akkumulator versorgt wird.

## Modellliste
- Roadster Limited
- Café Racer
- Scrambler
- Nouveau Roadster
- Street Scrambler
- Black Magic
- Charade
- VX10 „Nefertiti“
- Wattman